# Campeonato Mundial Femenino de Balonmano de 1973
El V Campeonato Mundial de Balonmano Femenino se celebró en la R.F.S. de Yugoslavia entre el 7 y el 15 de diciembre de 1973 bajo la organización de la Federación Internacional de Balonmano (IHF) y la Federación Yugoslava de Balonmano. 
```
 Grupos 
```

| Grupo A        | Grupo B | Grupo C         | Grupo D      |
| -------------- | ------- | --------------- | ------------ |
| R.F.A.         | Japón   | R.D.A.          | Dinamarca    |
| Checoslovaquia | Noruega | Polonia         | Países Bajos |
| Hungría        | Rumania | Unión Soviética | Yugoslavia   |

## Primera fase

### Grupo A
| Equipo              | J | G | E | P | G+ | G- | DG  | PTS |
| ------------------- | - | - | - | - | -- | -- | --- | --- |
| Hungría             | 2 | 2 | 0 | 0 | 30 | 14 | +6  | 4   |
| Checoslovaquia      | 2 | 1 | 0 | 1 | 23 | 21 | +2  | 2   |
| Alemania Occidental | 2 | 0 | 0 | 2 | 16 | 34 | -18 | 0   |

### Grupo B
| Equipo  | J | G | E | P | G+ | G- | DG  | PTS |
| ------- | - | - | - | - | -- | -- | --- | --- |
| Rumania | 2 | 2 | 0 | 0 | 34 | 17 | +17 | 4   |
| Noruega | 2 | 1 | 0 | 1 | 21 | 19 | +2  | 2   |
| Japón   | 2 | 0 | 0 | 2 | 21 | 40 | -19 | 0   |

### Grupo C
| Equipo                        | J | G | E | P | G+ | G- | DG | PTS |
| ----------------------------- | - | - | - | - | -- | -- | -- | --- |
| Unión Soviética               | 2 | 2 | 0 | 0 | 15 | 10 | +5 | 4   |
| Polonia                       | 2 | 0 | 1 | 1 | 17 | 19 | -2 | 1   |
| República Democrática Alemana | 2 | 0 | 1 | 1 | 15 | 18 | -3 | 1   |

### Grupo D
| Equipo       | J | G | E | P | G+ | G- | DG  | PTS |
| ------------ | - | - | - | - | -- | -- | --- | --- |
| Yugoslavia   | 2 | 2 | 0 | 0 | 31 | 14 | +17 | 4   |
| Dinamarca    | 2 | 1 | 0 | 1 | 23 | 15 | +8  | 2   |
| Países Bajos | 2 | 0 | 0 | 2 | 8  | 33 | -25 | 0   |

## Segunda fase

### Grupo I
| Equipo         | J | G | E | P | G+ | G- | DG  | PTS |
| -------------- | - | - | - | - | -- | -- | --- | --- |
| Rumania        | 3 | 3 | 0 | 0 | 32 | 24 | +8  | 6   |
| Hungría        | 3 | 2 | 0 | 1 | 37 | 22 | +15 | 4   |
| Checoslovaquia | 3 | 1 | 0 | 2 | 27 | 30 | -3  | 2   |
| Noruega        | 3 | 0 | 0 | 3 | 16 | 36 | -20 | 0   |

### Grupo II
| Equipo          | J | G | E | P | G+ | G- | DG | PTS |
| --------------- | - | - | - | - | -- | -- | -- | --- |
| Yugoslavia      | 3 | 2 | 0 | 1 | 26 | 24 | +2 | 4   |
| Unión Soviética | 3 | 1 | 1 | 1 | 23 | 23 | 0  | 3   |
| Polonia         | 3 | 1 | 1 | 1 | 27 | 28 | -1 | 3   |
| Dinamarca       | 3 | 0 | 2 | 1 | 32 | 33 | -1 | 2   |

## Fase final

### 7.º / 8.º puesto
| Partido | Partido | Partido   | Resultado |
| ------- | ------- | --------- | --------- |
| Noruega | -       | Dinamarca | 10 - 12   |

### 5.º / 6.º puesto
| Partido        | Partido | Partido | Resultado |
| -------------- | ------- | ------- | --------- |
| Checoslovaquia | -       | Polonia | 13 - 15   |

### 3.er/ 4.º puesto
| Partido | Partido | Partido         | Resultado |
| ------- | ------- | --------------- | --------- |
| Hungría | -       | Unión Soviética | 12 - 20   |

### Final
| Partido | Partido | Partido    | Resultado |
| ------- | ------- | ---------- | --------- |
| Rumania | -       | Yugoslavia | 11 - 16   |

## Medallero
|            |         |                 |
| Yugoslavia | Rumania | Unión Soviética |

## Estadísticas

### Clasificación general
| 1. Yugoslavia                    |
| 2. Rumania                       |
| 3. Unión Soviética               |
| 4. Hungría                       |
| 5. Polonia                       |
| 6. Checoslovaquia                |
| 7. Dinamarca                     |
| 8. Noruega                       |
| 9. República Democrática Alemana |
| 10. Japón                        |
| 11. Alemania Occidental          |
| 12. Países Bajos                 |